# Llista negra dels paradisos fiscals de la Unió Europea
La llista negra dels paradisos fiscals de la Unió Europea (oficialment i en anglès: EU list of non-cooperative jurisdictions for tax purposes) és una llista que inclou països i territoris o regions on certs impostos o comissions són escassos o inexistents, fet que implica que moltes empreses i individus amb elevat poder adquisitiu s'hi estableixin.
Llista actualitzada (26 d'agost del 2023) dels països o territoris considerats paradisos fiscals per part de la Unió Europea.
- Samoa Nord-americana
- Anguilla
- Bahames
- Illes Verges Britàniques
- Costa Rica
- Fiji
- Guam
- Illes Marshall
- Palau
- Panamà
- Rússia
- Samoa
- Trinitat i Tobago
- Illes Turks i Caicos
- Illes Verges Nord-americanes
- Vanuatu